# 国岡恵治
国岡 恵治（くにおか けいじ、1952年3月8日 - ）は、徳島県美馬郡脇町出身の元プロ野球選手。ポジションは投手。

## 来歴・人物
鴨島商業高校では1968年、2年生の時に四番打者、一塁手、控え投手として夏の甲子園に出場。2回戦（初戦）で盛岡一高に敗退。この試合でリリーフとして甲子園初登板を果たす。1969年夏はエースとして南四国大会決勝に進むが、高知商の中沢一彦（法大－三菱自動車川崎）と投げ合い敗退、甲子園には届かなかった。
1969年ドラフト会議で阪急ブレーブスから2位指名を受け入団。左の本格派でカーブを武器とし、梶本二世と期待される。1970年には10試合に登板、10月23日にはロッテを相手に初先発を果たす。しかしその後は伸び悩み、1974年限りで引退した。
引退後は徳島県美馬市にてラーメン店「くにおか」を経営。（2017年11月21日で閉店）

## 詳細情報

### 年度別投手成績
| 年 度     | 球 団     | 登 板 | 先 発 | 完 投 | 完 封 | 無 四 球 | 勝 利 | 敗 戦 | セ 丨 ブ | ホ 丨 ル ド | 勝 率 | 打 者 | 投 球 回 | 被 安 打 | 被 本 塁 打 | 与 四 球 | 敬 遠 | 与 死 球 | 奪 三 振 | 暴 投 | ボ 丨 ク | 失 点 | 自 責 点 | 防 御 率 | W H I P |
| --------- | --------- | ----- | ----- | ----- | ----- | -------- | ----- | ----- | -------- | ----------- | ----- | ----- | -------- | -------- | ----------- | -------- | ----- | -------- | -------- | ----- | -------- | ----- | -------- | -------- | ------- |
| 1970      | 阪急      | 10    | 1     | 0     | 0     | 0        | 0     | 0     | --       | --          | ----  | 65    | 15.2     | 13       | 1           | 6        | 0     | 1        | 3        | 1     | 0        | 8     | 5        | 2.81     | 1.21    |
| 通算：1年 | 通算：1年 | 10    | 1     | 0     | 0     | 0        | 0     | 0     | --       | --          | ----  | 65    | 15.2     | 13       | 1           | 6        | 0     | 1        | 3        | 1     | 0        | 8     | 5        | 2.81     | 1.21    |

### 記録
- 初登板：1970年5月27日、対南海ホークス7回戦（西京極球場）、6回表から4番手で救援登板、1回無失点
- 初先発登板：1970年10月23日、対ロッテオリオンズ25回戦（東京スタジアム）、4回3失点（自責点1）

### 背番号
- 34 （1970年 - 1974年）